# Lluís Serra
Lluís Serra (Barcelona?, ca. 1680 - Saragossa, 28 de desembre del 1758), també citat com a Francesc Lluís Serra, va ser sacerdot i compositor.

## Biografia
Mestre de capella de Santa Maria del Mar de Barcelona durant els anys 1699-1715, per oposició, sembla que en aquest període entrà en relació amb l'entorn cultural de l'arxiduc Carles d'Àustria, en la vinguda d'aquest a Barcelona, cosa que li permeté d'entrar en contacte amb els nous corrents compositius europeus. Guanyà la plaça de mestre de capella del Pilar de Saragossa (1715-1758), i també feu les funcions de racioner de l'església (almenys, entre 1722 i 1737). Feu la censura del llibre Escuela Música según la práctica moderna de Pablo Nasarre (1724), ocasió que aprofità per fer exhibició de cultura musical. El 1728 va fer oposicions, no reeixides, al Col·legi del Corpus Christi de València.
De la seva producció religiosa es conserven motets, antífones, salms, magnificats, salves, villancets i altres obres; moltes d'elles són a veus i acompanyament instrumental. La seva producció de villancets per a la basílica del Pilar de Saragossa comprèn un període que comença el 1716 i s'allarga fins al 1757; en l'actualitat s'hi conserven dos reculls amb luxoses enquadernacions: un volum amb cinc Salve Regina i sis motets sobre antífones marianes, datat el 1737, i el Liber canticum Magnificat ad octo tonos per Dominum L. Serra... (1739), un Magnificat en els vuit tons per a vuit veus en dos cors. També es conserven obres seves a l'Abadia de Montserrat, a Àvila Cuenca, Jaca, al col·legi de Corpus Christi de València i altres poblacions; la catedral de Guatemala serva còpia d'una missa seva de cinquè to. Hom el considera un dels millors compositors barrocs hispans.
Deixebles seus foren Jaume Casellas, a Santa Maria del Mar, Juan de Sessé i Pedro Aranaz, que més endavant també va ser mestre de capella del Pilar (1765-1768).

## Obres
- Beatus vir, salm
- Dixit Dominus, salm
- Domine ad adjuvandum
- Goigs de Carles III, a 4 veus, compostos en ocasió de la visita de Carles d'Àustria a Barcelona
- Laetatus sum
- Misses
- Salve Regina
- Te Deum (entre 1699 i 1715)

### Obres impreses
- Luis Serra Villancicos que se cantaron en la solemne velación ...[de los Reyes] Felipe de Borbón, Quinto de Castilla...[y] Maria Luisa, Gabriela de Saboya...[en] Santa María de la Mar, día 13 de Noviembre de 1701 [Barcelona]: s.n., [1701]
- Luis Serra Villancicos que se han de cantar... [en la fiesta de] los Siete Convertidos Zaragoza: [diversos impressors]
  - 1717, 1719, 1726, 1748
  - Facsímil del volum de 1748. Zaragoza: Europea de Ediciones Clásicas, 1990
- Luis Serra Villancicos que se han de cantar en los maytines de los Reyes Zaragoza: [diversos impressors]
  - Volums corresponents a 1718, 1719, 1720, 1721, 1722, 1724, 1731, 1732, 1733, 1734, 1737
  - Facsímil del volum de 1718. Madrid: 3-B de Bibliofilia, 1997
  - Facsímil del volum de 1732. Zaragoza: Aragonia Sacra, 1990